# Tico-Tico (calciatore)
Manuel José Luís Bucuane, meglio noto come Tico-Tico (Maputo, 16 agosto 1973), è un ex calciatore mozambicano, di ruolo attaccante.

## Carriera

### Club
Tico-Tico ha militato perlopiù nel campionato sudafricano di calcio (Jomo Cosmos, Supersport United F.C., Orlando Pirates F.C. e Maritzburg United), ma ha fatto esperienza anche in Portogallo con l'Estrela Amadora e nella MLS statunitense con i Tampa Bay Mutiny.

### Nazionale
Dal 1998 fa parte della nazionale del Mozambico, di cui è il miglior realizzatore.

## Palmarès

### Club

#### Competizioni nazionali
- Coppa del Sudafrica: 1

SuperSport Utd: 2005
- Coppa di Lega sudafricana: 1

Jomo Cosmos: 2002
- MTN 8: 2

Jomo Cosmos: 2003
SuperSport Utd: 2004